# Autocharis phortalis
Autocharis phortalis là một loài bướm đêm trong họ Crambidae.